# Pantazi Ghica
Pantazi Ghica (n. 15 martie 1831, Țara Românească – d. 17 iulie 1882, București, România) a fost un scriitor, critic literar, dramaturg, politician, avocat român, cunoscut și sub pseudonimele Tapazin, G. Pantazi sau Ghaki. Proeminent reprezentativ al curentului liberal, el a fost fratele mai mic și colaborator îndelungat al lui Ion Ghica, care a servit ca prim-ministru al Regatului României în perioada 1866-1867 și din nou în 1870-1871. Pantazi Ghica și-a început cariera politică ca participant la Revoluția Română din 1848, colaborator al istoricului și activistului Nicolae Bălcescu, și membru al grupării radicale condusă de C. A. Rosetti. Deși a fost implicat de două ori în administrația  județului Buzău, Ghica a locuit mare parte din viața sa în exil sau la București, și a fost militar al armatei Imperiului Otoman în timpul Războiului Crimeei. După 1875, a fost membru proeminent al Partidului Național Liberal.

## Biografie

### Viața timpurie și activitatea revoluționară
Pantazi s-a născut în familia Ghica, un grup prestigios de domni și boieri fanarioți în principatele dunărene, ale cărui origini erau grecești și albaneze. El a fost al douăsprezecelea din cincisprezece copii născuți ai banului Dimitrie Ghica și ai soției sale, Maria Câmpineanu (boiereasă din familia Câmpineanu). Ion, Pantazi, Temistocle și Maria Ghica au fost singurii patru copii care au supraviețuit până la maturitate.
Ca și frații săi, Pantazi Ghica a studiat la Colegiul Sf. Sava din București. În jurul acelei perioade s-a împrietenit cu poetul Bolintineanu, care era cu doisprezece ani mai mare și era deja prietenul lui Ion Ghica. Mai târziu, mama sa l-a dus în Franța, unde se știe că a fost înscris într-o pensiune. La întoarcerea sa în Țara Românească, în 1847, împreună cu fratele său,a fost implicat în agitația care a dus la revolta din 1848 și a devenit secretar al lui Bălcescu. Înainte ca Revoluția să-l răstoarne pe domnitorul Gheorghe Bibescu și să creeze o nouă administrație, Bălcescu l-a trimis pe Pantazi Ghica ca agitator, în serviciul organizației revoluționare Frăția. Ghica a fost însărcinat să răspândească propaganda în județele Buzău și Prahova. O intervenție comună ruso-otomană a oprit rebeliunea din toamna aceluiași an. Ambii frați Ghica, ca majoritatea altor revoluționari, au fost arestați și exilați din Țara Românească.

### Exilul

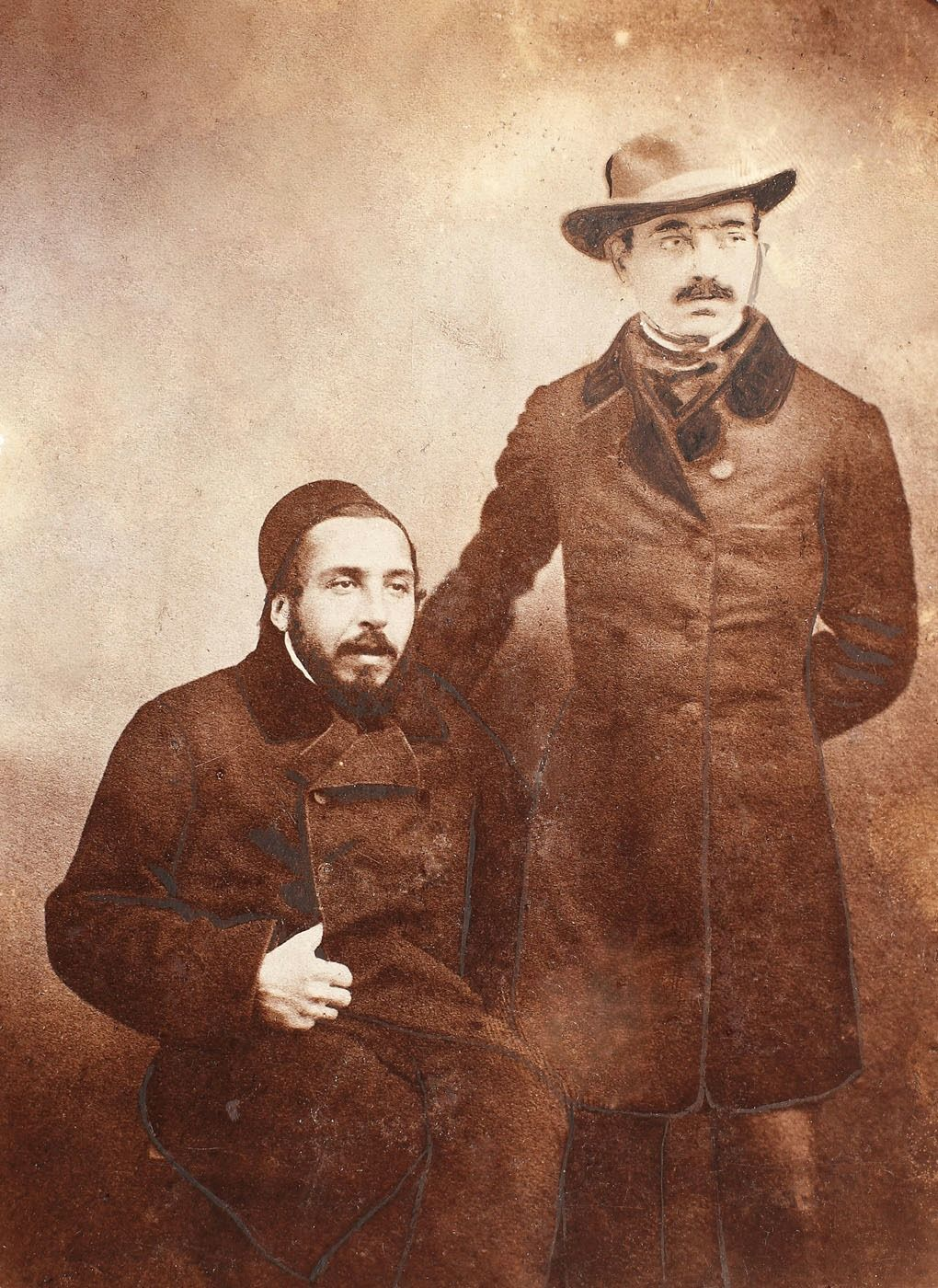
Ion Ghica (stând) și Vasile Alecsandri, fotografiați la Istanbul (1855)

Tânărul Ghica s-a stabilit din nou la Paris, unde mama lui, Maria, încă își avea reședința. După moartea ei, s-a mutat la Istanbul, alăturându-se fratelui său Ion (la puțin timp după ce sultanul Abdülmecid i-a oferit protecție acestuia). Din nou la Paris în 1849, el a devenit prieten apropiat cu un grup de revoluționari valahi în exil, printre care și D. Berindey, medicul Iatropolu, Alexandru Zissu și George Crețeanu; cei cinci exilați au devenit frați de sânge.
Ghica a participat la întâlniri cu înalta societate și s-a împrietenit cu un tenor de la Opera Națională din Paris. Ulterior, el a susținut că a menținut contacte strânse cu figuri literare pariziene celebre precum Alexandre Dumas și Alfred de Musset și că i-a familiarizat cu cultura românească - aceasta ar fi fost contestată de adversarii săi români. Se pare că a fost asociat și cu criticul literar Jean-Baptiste Alphonse Karr, compozitorii Daniel François-Auber și Fromental Halévy și dramaturgul Eugène Scribe. Probabil a studiat o vreme la Facultatea de Drept a Universității din Paris, dar nu este clar dacă și-a terminat educația. Detractorii săi au susținut mai târziu că Pantazi Ghica a petrecut mai mult timp în închisoarea debitorilor decât în rândul studenților, în timp ce este cunoscut că Ion Ghica s-a opus stilului de viață al fratelui său și că i-a cerut lui Bălcescu să-l supravegheze.
În jurul anului 1850, s-a îndrăgostit de Camila de Fernex, care era rudă cu familia gazdei sale franceze, Aimé Guyet de Fernex. S-au  căsătorit în martie 1852, când catolica Camila a obținut o dispensie matrimonială de la arhiepiscopul de Paris, Marie-Dominique-Auguste Sibour. Firul evenimentelor arată că problema căsătoriei sale a fost rezolvată doar la sfârșitul unei lungi dezbateri: inițial, ortodoxul Ghica a consimțit să-și boteze copiii catolic însă apoi și-a retras declarația, lăsându-l pe arhiepiscopul Sibour să-și dea consimțământul după ce a obținut un acord verbal mai puțin convingător din partea acestuia.  Nunta a avut loc la o biserică ortodoxă grecească din Marsilia.
Frații Ghica s-au întors la București separat la sfârșitul anului 1850. Sosirea lor a coincis cu izbucnirea războiului din Crimeea: Pantazi Ghica s-a alăturat armatei otomane, slujind ca Yüzbașı în Corpul Cazacilor (parte a Gărzii Imperiale). Decorat și promovat, el a fost din nou prezent la București, Rusia fiind înfrântă iar Tratatul de la Paris a permis Țării Românești să decidă o nouă administrație. Ion Ghica, care a fost promovat în 1854 Bei de Samos, a cerut fără succes să devină ofițer al domnitorului valah în 1858; ulterior a promovat în oficiile ministeriale.

### Procuror, avocat și jurnalist

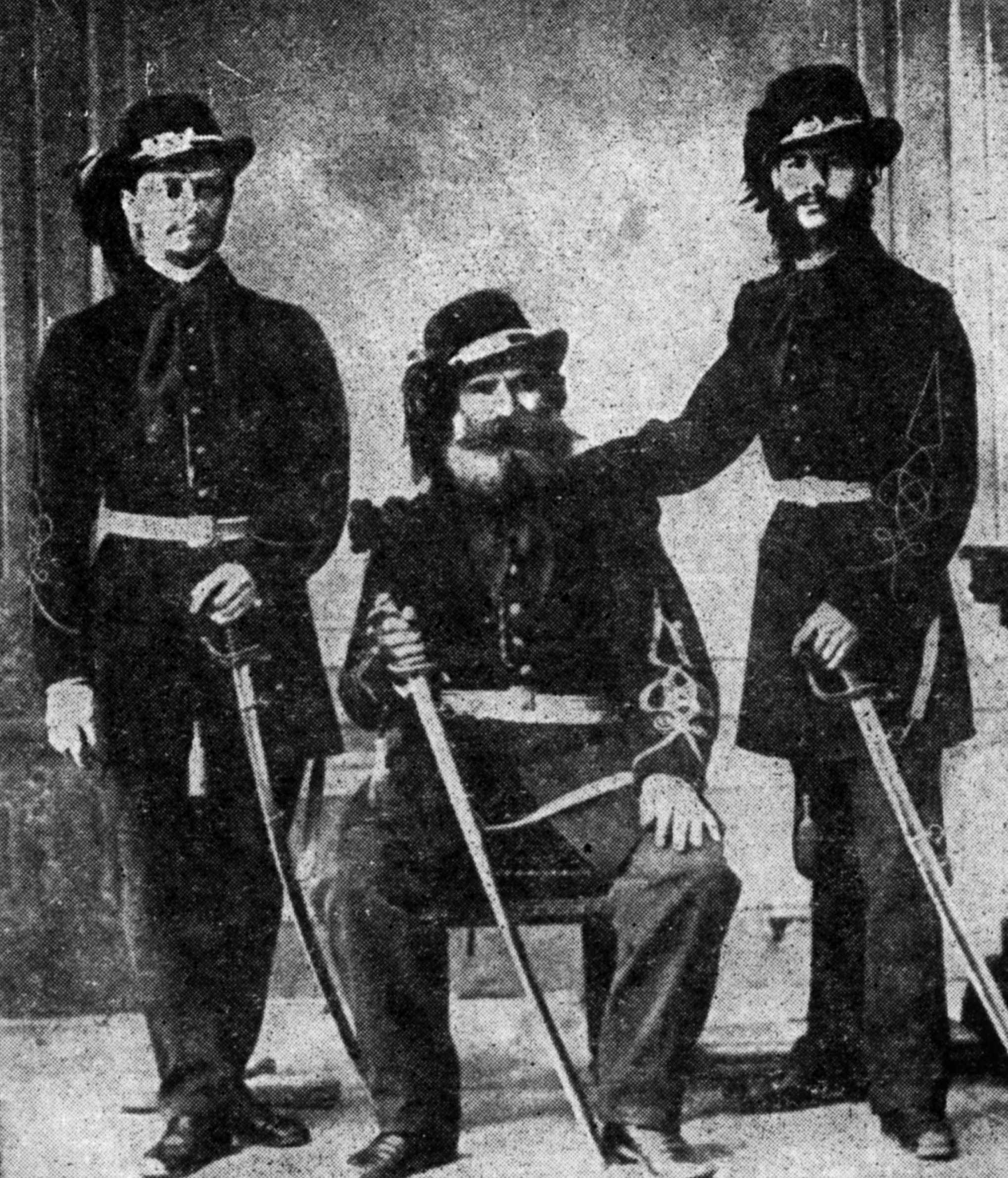
Membri ai Gărzii Cetățenilor din București, 1866

În perioada 1856-1858, a fost procuror în județul Dâmbovița, înainte de a începe o practică privată ca avocat pe Podul Mogoșoaiei din București.ref name="Călinescu, p.387"/> Pantazi Ghica a devenit ulterior unul dintre principalii activiști liberali și s-a raliat cu cea mai radicală aripa a lui, condusă de Rosetti. Aceasta s-a întâmplat într-un moment în care Țara Românească s-a unit cu Moldova sub domnia lui Alexandru Ioan Cuza (proclamată în 1859 și efectuată în 1862). În urma alegerii lui Cuza în ambele țări, Ghica a intrat în serviciul public: l-a înlocuit pe prietenul, George Crețanu, în calitate de inspector în Ministerul Justiției (aprilie-septembrie 1859) și șef de departament la Ministerul Afacerilor Externe (înainte de 1860). S-a întors la practica sa și, în 1861, a fost reprezentant legal pentru persoanele arestate în timpul revoltelor anti-unioniste din Craiova. În 1862, a fost numit avocat pentru Ministerul Educației. A fost prefect de Buzău și inspector al monumentelor istorice.
În 1859, Pantazi s-a alăturat lui Dimitrie Bolintineanu în editarea ziarului Dâmbovița, dar, cu doar un an mai târziu, articolele sale au făcut obiectul unui scandal și a fost arestat pentru presupusa încălcare a eticii jurnalismului. A împărțit celula cu colegul său, N. T. Orășanu, un adversar al domniei lui Carol. A fost, de asemenea, asociat al scriitorului Alexandru Odobescu și, după 1861, a colaborat la revista literară lunară Revista Română. Aici a publicat o revizuire critică a romanului Ciocoii vechi și noi, scris de prietenului său, Nicolae Filimon, care a fost deranjat și drept urmare, relațiile celor doi s-au răcit. Pentru o vreme în acei ani, Ghica a editat două reviste satirice, Păcală (numită în cinstea eroului popular eponim) și Scrânciobul.
A fost adversarul revistei Convorbiri literare, antipatizat de Caragiale și de Eminescu, descris cu cruzime de acesta ca fiind „urâciunea fără suflet, fără cuget...negru, cocoșat și lacom.”
În 1863, el a plecat într-o excursie în Moldova, unde, printre altele, a vizitat-o pe ruda sa Cleopatra Ghica (căsătorită în familia rusească Trubețskoi). Pantazi a fost din nou implicat într-un proces pentru calomnie, dar a putut să dovedească faptul că articolul incriminat nu a fost al lui. De asemenea, Ghica s-a apropiat de scriitorul ieșean Iacob Negruzzi,care s-a instalat la București în jurul anului 1865 - Ghica l-a introdus pe Negruzzi în cercul lui Rosetti. În anii 1870, Pantazi a contribuit la articolele revistei lui Rosetti Românul. În aceeași perioadă, a început să-și publice piese literare în Revista Contimporană.
În 1866, Domnitorul Cuza a fost înlocuit cu Carol de Hohenzollern. Aparent, Pantazi Ghica a jucat un rol secundar în conspirația care l-a înlăturat pe Cuza, în calitate de comandant local al Gărzii Cetățenilor. Ghica a fost ulterior desemnat prefectul județului Buzău de către primul cabinet al fratelui său. Numirea a fost salutată de Vasile Alecsandri, care păstra o corespondență detaliată cu ambii frați. Cu toate acestea, timpul său în funcție a fost scurtat, pentru că el l-a dezamăgit pe Carol. S-a întors în capitală, unde a cumpărat o vilă pe strada Cometei (actuala stradă Căderea Bastiliei), în apropiere de Piața Romană. Pentru a doua oară în opt ani, a fost expus controlului public pentru că nu și-a onorat datoriile: în 1868, bunurile sale din Buzău au fost sechestrate. În cursul anului, el a fost reprezentantul lui Alecsandri în timpul unui conflict juridic cu țăranii care locuiau pe domeniul său (după ce a câștigat procesul, Alecsandri l-a introdus pe Ghica prietenului său, ministrul de interne, Mihail Kogălniceanu).

## Opere
Scrierile lui Pantazi Ghica
- Un boem român, de Pantazi Ghica. Romanț. Partea I. Copilăria și adolescența. [Partea II. Streinatate și studiu. Partea III. România]. Bucuresci (Tip. Jurnalului Naționalului), 1860. (19 x 12,5). 344 p.  Text cu alfabet de tranziție; p. de titlu și titlurile capitolelor cu caractere latine. Titlul părții a II-a, la p. 96, iar al părții a III-a, la p. 216.
- Cămătarulu. Istorie simțimintală a unui compatriotu care pe aripele amorului ajunge la închisoare. Anecdotă, de P. Ghica. București, Librariu Edit. Christ. Ionninu & Comp., Romanow (Tipografia Națională a lui Josef Romanow & Companie), 1858. (19,5 x 12,5). 36 p. 60 parale. Cu alfabet de tranziție.
- Iadesiu. Comedie într'unu actu de Pantazi Ghica. Bucuresci (Typografia Națională, Stephan Rassidescu), 1866. (19,5 x 14,5). 49 p.
- O lacrimă a poetului Cîrlova, (nuvelă), de Pantazi Ghica. Bucuresci (Tip. Jurnalului Natzionalulu), 1858. (19 x 12). 41 p. 60 parale. Pe copertă, adaogă: "Editoru P. I.". Textul cu alfabet de tranziție.
- Sterian pățitul. Comedie originală în 3 acte, de Pantazi Ghica. Jucată pentru prima óră pe Theatrul Companiei Dramatice din Bucuresci. Bucuresci (Typ. C. A. Rosetti), 1866. (22 x 14,5). 88 p. 3 sfanți sau 6 lei și 30 parale.
- Studiuri de drept și esplicația  legilor civile române, [de] Pantazi Ghica. broș. I, București, 1865. (Iarcu, p. 109)
- Răniții români
- Marele vistier Cândescu